# Assassinats a La Ciutat
Assassinats a La Ciutat (títol original en francès, Meurtres à La Ciotat) és un telefilm francès dirigit per Dominique Ladoge, que forma part de la col·lecció Assassinats a.... Es va emetre per primera vegada a Bèlgica el 10 d'abril de 2016 al canal La Une, mentre que el 24 de setembre es va emetre a France 3. S'ha doblat al català per TV3.

## Sinopsi
Han trobat el cos d'un home penjat a una nau de les drassanes de La Ciutat. Aquesta troballa porta la jove comissària Anne Sauvaire al moll de l'os d'una història enterrada en el passat dels habitants de La Ciutat i els antics treballadors de les drassanes. El periodista Batti Vergniot l'acompanyarà en aquesta investigació complexa amb un rerefons d'antics conflictes socials i silencis, sense imaginar les conseqüències de la seva investigació. La recerca personal i discreta de l'Anne sobre el passat del seu pare toparà amb una investigació difícil, en una ciutat desapareguda i discreta, on la llei del silenci no és un mite... El passat és passat. Quan es produeix una segona mort, la investigació s'enfonsa...

## Rodatge
El rodatge va tenir lloc del 16 de desembre de 2015 al 18 de gener de 2016 a La Ciutat i els seus voltants, en particular al port esportiu, al museu de la ciutat, a la cala de Figuerolles i, per descomptat, a les drassanes.